# Lodderia
Lodderia là một chi ốc biển nhỏ, là động vật thân mềm chân bụng sống ở biển trong họ Liotiidae. This genus belonged previously to the family Liotiidae.

## Các loài
Các loài trong chi Lodderia gồm có:
- Lodderia coatsiana (Melvill & Standen, 1912)
- Lodderia eumorpha (Suter, 1908)
  - Lodderia eumorpha cookiana (Dell, 1952)
  - Lodderia eumorpha eumorpha (Suter, 1908)
- Lodderia iota (Powell, 1940)
- Lodderia lodderae Petterd, 1884
- † Lodderia mandulana C. Beets, 1984
- Lodderia novemcarinata (Melvill, 1906)
- Lodderia waitemata (Powell, 1940)

Đồng nghĩa
- Lodderia virginiae (Jousseaume, 1872): synonym of Cyclostrema virginiae Jousseaume, 1872